# هارفي فيلدمان
هارفي فيلدمان (بالإنجليزية: Harvey Feldman)‏ هو دبلوماسي أمريكي، ولد في 25 يونيو 1931، وتوفي في 24 فبراير 2009 بسبب تسلخ الأبهر.